# Liste der Straßen und Plätze in Kiel/T

## Ta

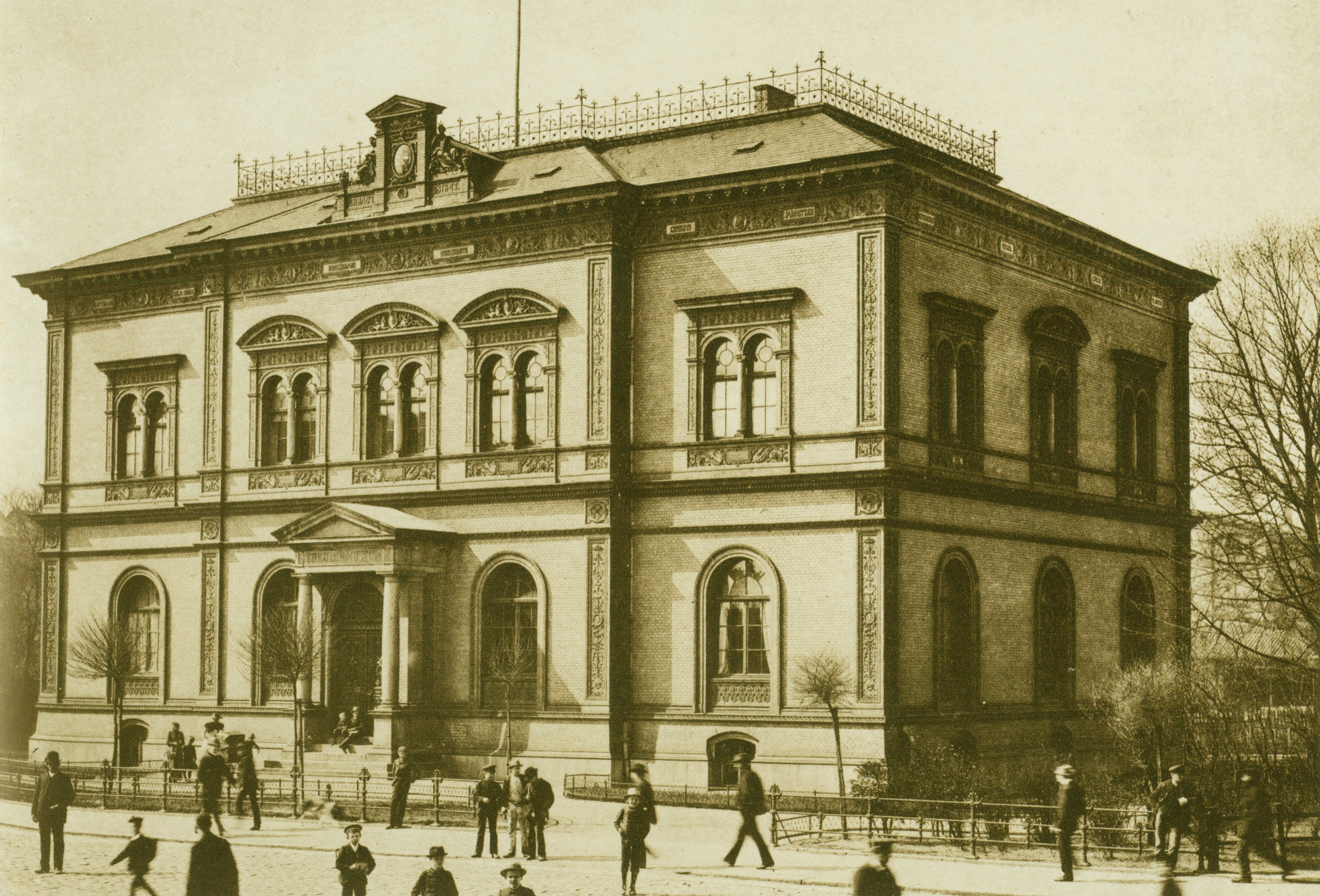
Thaulow-Museum am Sophienblatt (1893)

Gustav Ferdinand Thaulow

Takler, Gaarden-Ost
2001 wurde der Name festgelegt, neben Ortsbezeichnungen erinnern auch Berufe an die Geschichte des Kai-City-Geländes.
* Talstraße, Elmschenhagen
1938 erstmals im Kieler Adressbuch aufgeführt, 1939 nach Eingemeindung aufgehoben.
Tannenholz, Hassee
1937 nach einer Flurbezeichnung benannt.
Tauernweg, Elmschenhagen
nach dem Bergmassiv Tauern benannt.
Teichstraße, Damperhof
1872 nach dem zum Teil zugeschütteten Schreventeich benannt.
Tempelhofer Weg, Russee
1979 nach dem Berliner Verwaltungsbezirk Tempelhof benannt.
Tempest, Schilksee
1970 nach einem Sportsegelboot benannt.
Teplitzer Allee, Elmschenhagen
1939 nach der Stadt Teplitz benannt.
Thaulowstraße, Vorstadt
1910 nach Gustav Ferdinand Thaulow benannt.
Theodor-Heuss-Ring, Südfriedhof, Hassee, Gaarden-Süd
1964 nach Theodor Heuss benannt.
Theodor-Steltzer-Weg, Wellsee
1993 nach Theodor Steltzer benannt.
* Theodor-Storm-Straße, Pries
1920 nach Theodor Storm benannt, 1925 in Brinckmanstraße umbenannt.
Theodor-Storm-Straße, Schreventeich
1903 nach Theodor Storm benannt.
Thorwaldsenpfad, Mettenhof
1965 nach Bertel Thorwaldsen benannt.

## Ti

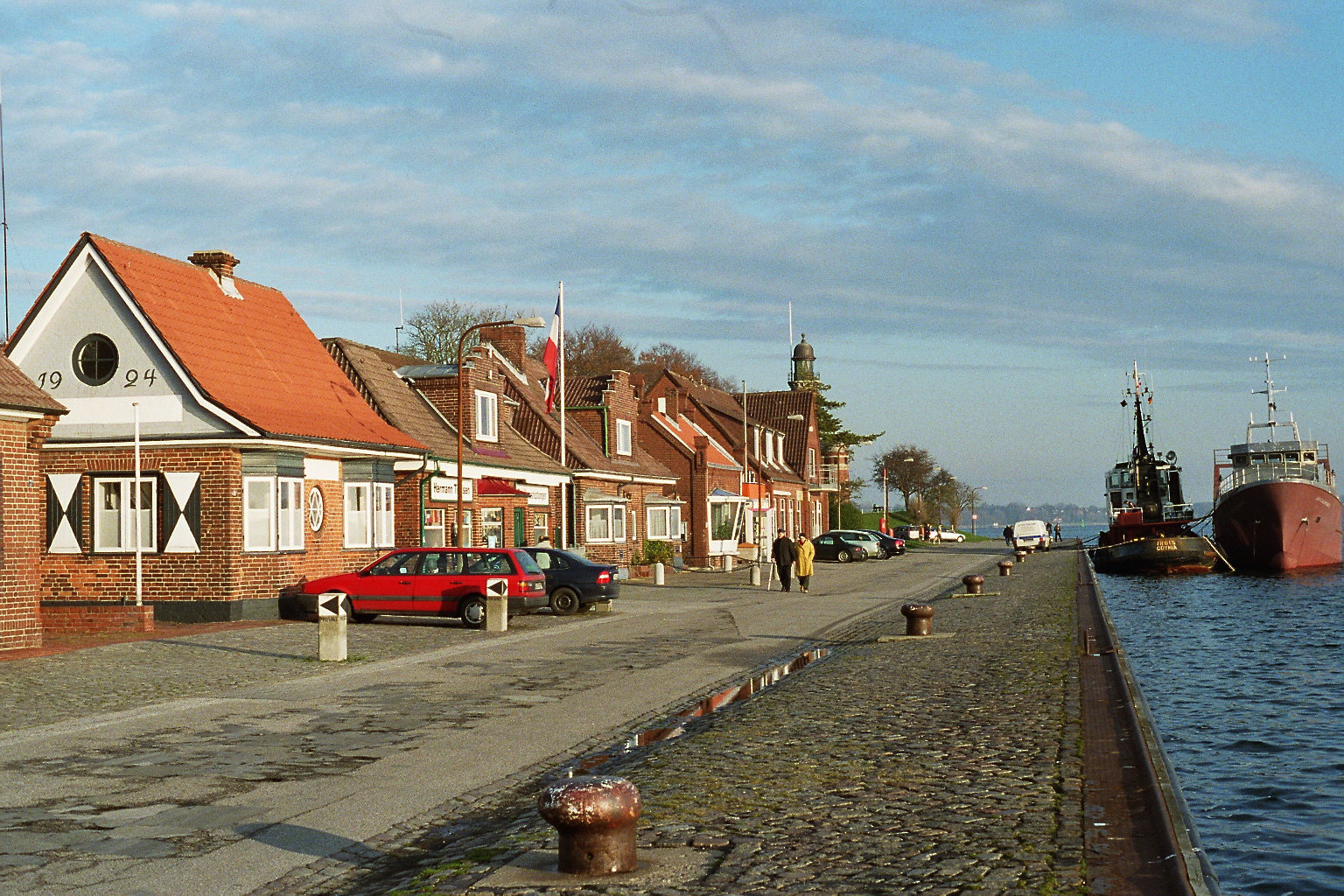
Tiessenkai

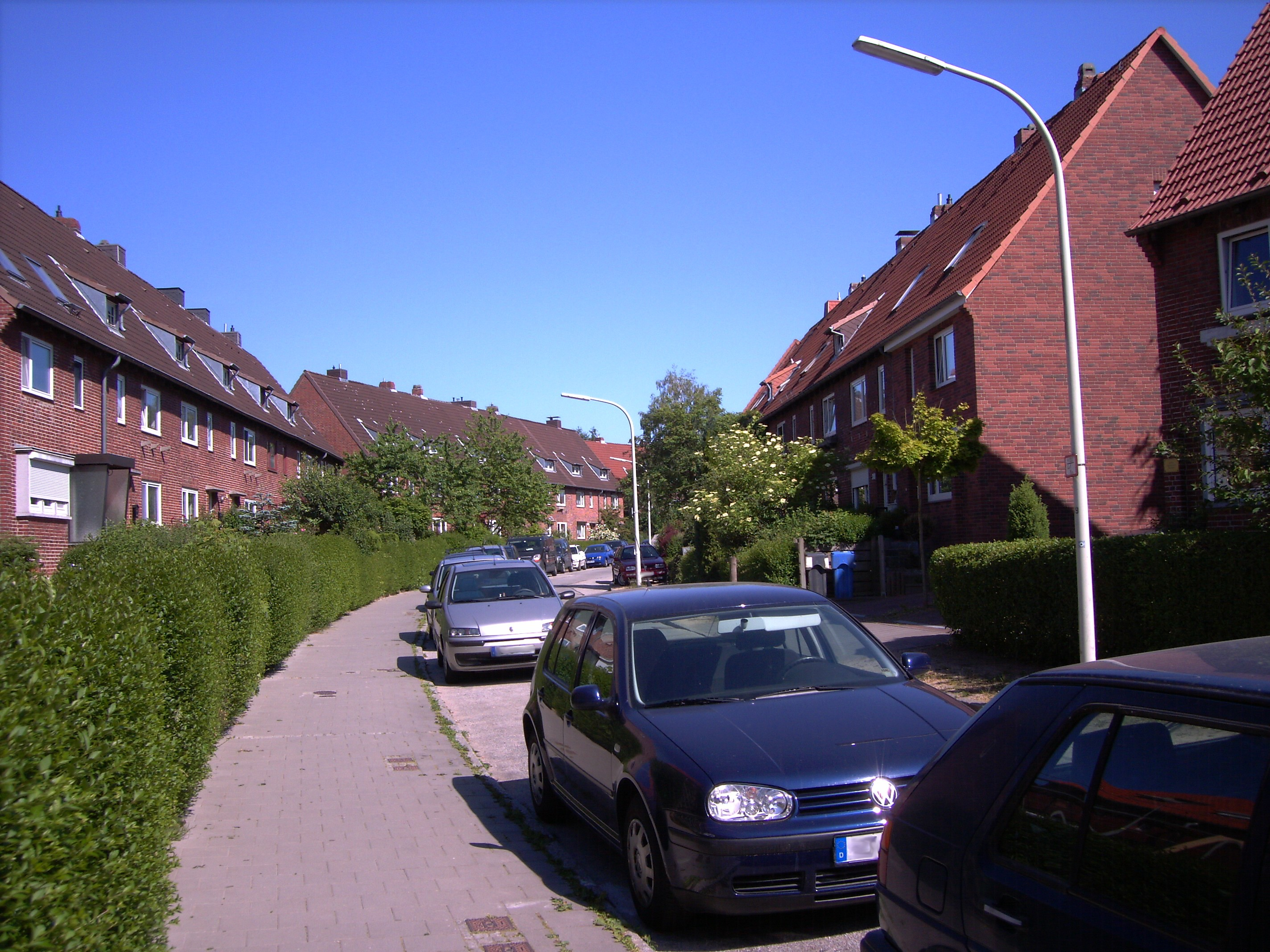
Tiroler Ring

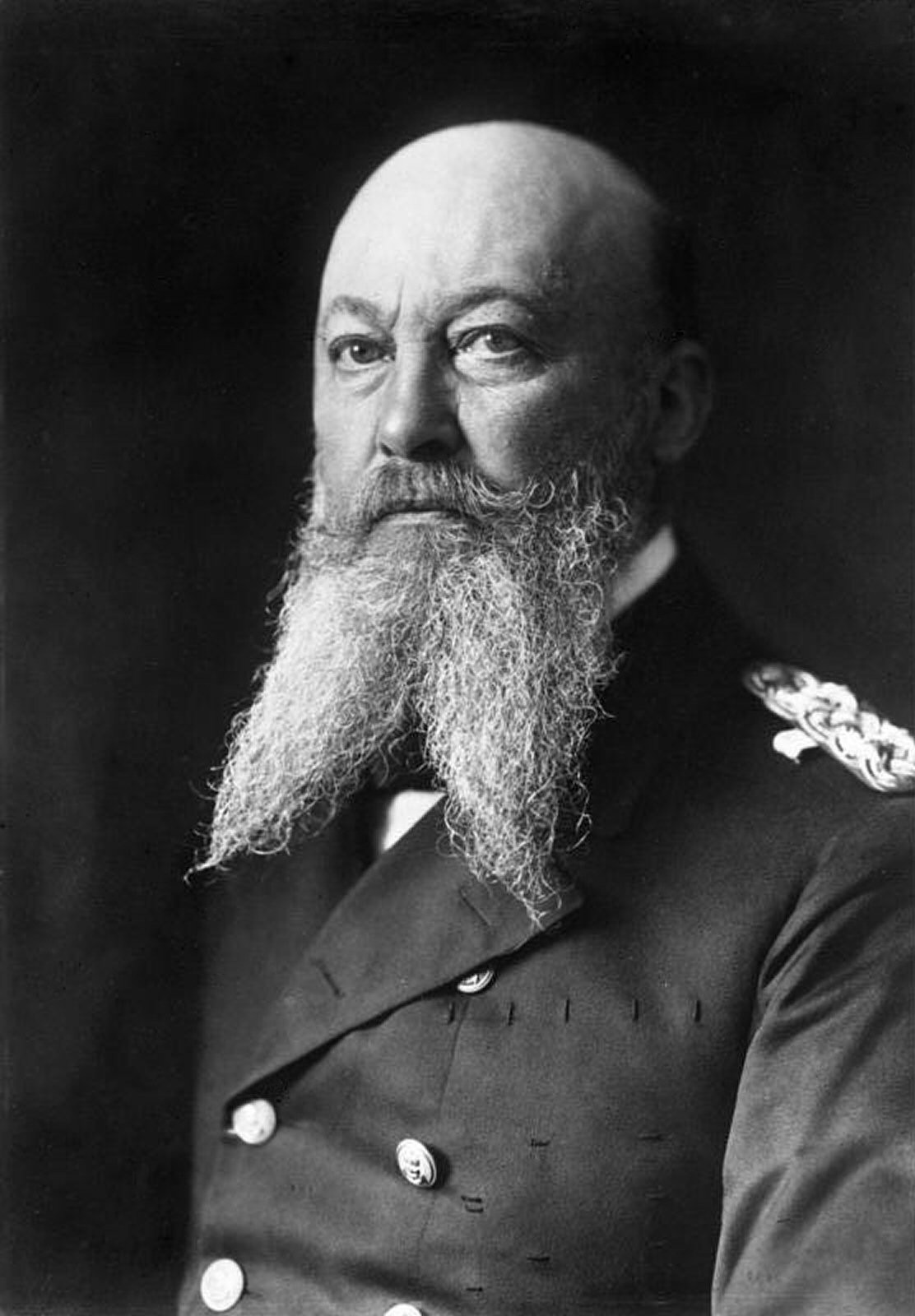
Alfred von Tirpitz (1903)

Tiefe Allee, Neumühlen-Dietrichsdorf
1907 wurde der Name festgelegt, 1979 die Straße Boksberg zwischen Tiefe Allee und Ivensring wurde in Tiefe Allee umbenannt.
Tiessenkai, Holtenau
als Am Kai angelegt, 1895 beim Bau des Nord-Ostsee-Kanals entstanden, 1933 wurde der Name Am Kai festgelegt, 1977 nach der Firma Tiessen in Tiessenkai umbenannt.
Tilsiter Platz, Wellingdorf
1957 nach der Stadt Tilsit benannt.
Timkestraße, Wellingdorf
1906 nach Friedrich Timke (3. August 1834 bis 24. Oktober 1900) benannt – früherer Gemeindevorsteher in Wellingdorf.
Timmerberg, Wik
1937 nach einer alten Flurbezeichnung benannt.
Timm-Kröger-Straße, Friedrichsort
als Feldstraße angelegt, 1923 erstmals im Kieler Adressbuch aufgeführt, 1925 nach Timm Kröger in Timm-Kröger-Straße umbenannt, die Bezeichnung Timm-Kröger-Straße bleibt künftig nur noch bestehen für den Teil zwischen Stettiner Platz und An der Schanze.
Tingleffer Straße, Wik
1937 nach der Gemeinde Tingleff benannt.
Tinnholz, Hassee
1912 nach einer alten Flurbezeichnung benannt.
Tiroler Ring, Elmschenhagen
1939 nach dem österreichischen Bundesland Tirol benannt, 1947 wurde die Straße Braunauer Ring einbezogen.
* Tirpitzallee, Ellerbek
1901 nach Alfred von Tirpitz benannt, 1936 wurde die Straße in die Grabastraße einbezogen.
* Tirpitzstraße, Brunswik, Blücherplatz, Wik
vor 1869 wurde der Weg zwischen der Hospitalstraße und der Baumschule Schafbockredder genannt, 1887 der Schafbockredder erhielt bis zur Beselerallee den Namen Feldstraße, 1897 letzter Teil des Schafbockredders wurde in Feldstraße umbenannt, 1936 in Tirpitzstraße umbenannt, 1947 wieder in Feldstraße umbenannt.

## To
Tölzer Weg, Elmschenhagen
1991 nach der Stadt Tölz benannt.
Tönniesstraße, Wik
1983 nach Dr. Ferdinand Tönnies benannt.
Töpfergrube, Hassee
1966 nach einer alten Flurbezeichnung benannt.
Tonberg, Gaarden-Süd
1894 erstmals im Adressbuch Gaarden-Ost aufgeführt, 1964 wurde das Endteil der Friesenstraße einbezogen, 1980 Einbeziehung der Straße Friedrichsberg in die Straße Tonberg bzw. in die Flintbeker Straße.
Tonderner Straße, Wik
1937 nach der Stadt Tondern benannt.
Torfende, Steenbek-Projensdorf
1962 in Anbetracht des angrenzenden Steenbeker Moores so benannt.
Torfmoorkamp, Steenbek-Projensdorf, Wik
1983 nach einer alten Flurbezeichnung benannt.
Torfwiese, Pries
1965 nach einer Flurbezeichnung benannt.
* Torstraße, Altstadt
vor 1892 Anfangsteil der Straße Hinter der Mauer, 1955 die Häuser der Torstraße gehören nun zur Straße Wall.
* Totenweg / Wiker Totenweg unter Knooper Weg
* Toweddern, Elmschenhagen
1923 erstmals im Kieler Adressbuch aufgeführt, 1936 in die Preetzer Chaussee einbezogen – die Straße war nach der Kate Toweddern benannt.

## Tr

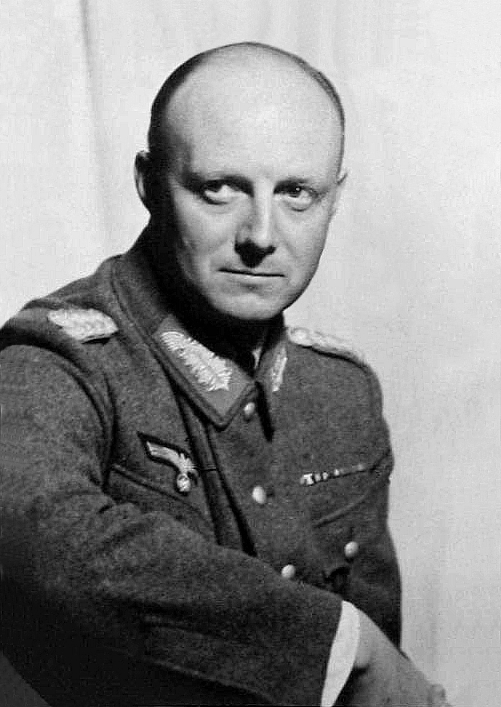
Henning von Tresckow (1944)

Tränkekoppel, Suchsdorf
2002 nach einer alten Gemarkung benannt.
Traunsteiner Straße, Kroog
als Straße M der Landhaussiedlung Kroog angelegt, 1927 erstmals im Kieler Adressbuch aufgeführt, 1933 in Hindenburgstraße umbenannt, 1939 nach der Stadt Traunstein benannt.
Trautenauer Weg, Elmschenhagen
1939 nach der Stadt Trautenau benannt.
* Treitschkestraße, Ravensberg
1907 nach Dr. Heinrich von Treitschke benannt, 1971 nicht mehr im Kieler Adressbuch aufgeführt, die Straße existiert nicht mehr.
Trenndiek, Meimersdorf
2002 nach einem Flurnamen benannt.
Trenntrader Weg, Siedlung Oppendorf
als Lindenweg angelegt, 1925 nach einer alten Flurbezeichnung in Trenntrader Weg umbenannt.
Treppenstraße, Vorstadt
als Schulstraße angelegt, 1867 erstmals im Kieler Adressbuch aufgeführt, 1869 in Treppenstraße umbenannt.
* Treppenstraße, Neumühlen-Dietrichsdorf
1898 erstmals im Protokolltext der Gemeinde erwähnt, 1904 erstmals im Kieler Adressbuch aufgeführt, 1925 in Schusterbrücke einbezogen.
Tresckowweg, Wellsee
1983 nach Henning von Tresckow benannt.
Trischenweg, Suchsdorf
1962 nach der Insel Trischen benannt.
Tröndelweg, Ellerbek, Wellingdorf, Elmschenhagen
1921 nach dem Tröndelsee benannt.
Tromsöstraße, Mettenhof
1981 nach der Stadt Tromsø benannt.
Troppauer Straße, Elmschenhagen
1939 nach der Stadt Troppau benannt.
* Trothastraße, Wik
1934 ist die nach Adolf von Trotha benannte Straße in einer Karte der Stadtvermessungsabteilung eingezeichnet. 1947 in Stralsunder Straße umbenannt.
Tulpenweg, Wellsee
als Mühlenweg angelegt, 1956 im Protokolltext der Gemeinderatssitzung erwähnt, 1971 in Sandkoppel umbenannt, 1978 in Tulpenweg umbenannt.
Turkuring, Mettenhof
1978 nach der Stadt Turku benannt.
Turnplatz, Neumühlen-Dietrichsdorf
2000 wurde der Name festgelegt – früher stand dort die einzige Turnhalle des Ortes.
Turnstraße, Neumühlen-Dietrichsdorf
1907 wurde der Name für die kurze Straße an der Turnhalle beschlossen.